# سيدي حمادوش

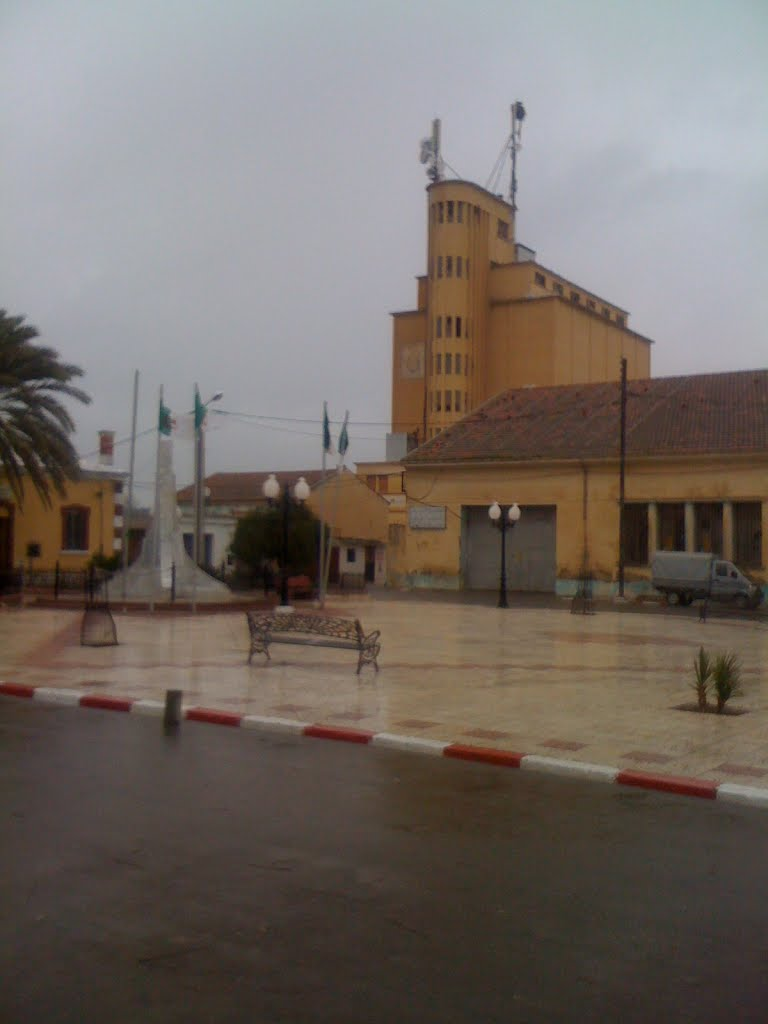
صورة من سيدي حمادوش

سيدي حمادوش (بالفرنسية: Sidi Hamadouche)‏ هي بلدية جزائرية تابعة لدائرة عين البرد الكائنة في ولاية سيدي بلعباس الواقعة شمال غرب الجزائر، تأسست سنة 1866م وقيل عام 1870 ميلادي، مع العلم أنها منطقة قديمة، سميت بسيدي حمادوش نسبة إلى الولي الصالح القادم إليها من الشرق الجزائري، قيل أنه هاجر للطلب العلم، وكانت آخر محطاته، هذه المنطقة حيث أنه حط الرحال بها وأقام فيها إلى أن وافته المنية فدفن بأرضها، في رواية من الروايات التاريخية أنه عندما وصل إلى المنطقة شيد فيها جامعا، عكف فيه يدرس علوم الدين، ويتعبد، فكان مهابا محترما عند أهل المنطقة، فلذلك سميت المنطقة عليه بعد وفاته، وفي رواية أن تسميتها نسبة إلى طبيب أو بيطري يلقب بحمادوش، أو سيدي حمادوش [بحاجة لمصدر]، تتربع بلدية سيدي حمادوش على هضبة، وتتوفر على الكثير من الغابات والبساتين، والأراضي الفلاحية، من أهم الطرق المارة بها الطريق السيار شرق غرب، والطريق الوطني رقم 5 والطريق الوطني رقم 13 والطريق الوطني رقم 95 والطريق الوطني 97، والكثير من الطرق الولائية، ومن التجمعات السكانية التابعة لها:الدلاهيم، والزليفة، والزاوية، وبالنسبة للنشاط الاقتصادي السائد في المنطقة، فهو النشاط الفلاحي بالإضافة إلى أنها تعتبر منطقة سياحية.

## عن البلدية
تبلغ مساحتها 12 كلم مربع وبلغ عدد السكان في إحصاء 2008م بأكثر من 10000 نسمة، تتكون البلدية من مقر البلدية الأم، والمراكز الثانوية: قرية الدلاهيم، التي يتواجد بها سد صارنو المجاور لها والغابة والمركز الإذاعي، كما يقطع أراضيها الطريق المكهرب للنقل بالسكة الحديدية والطريق السيار شرق غرب المركز الثانوي لقرية الزليفة، التي بها سهل فلاحي خصب، ومجموعة من المزارع، والبساتين، وغابة تقدر ب 50 هكتار، والمركز الثانوي لقرية الزاوية، التي لا تقل أهمية بالنسبة للبلدية.

## أهم التجمعات السكانية
- سيدي حمادوش
- الزليفة
- الزاوية
- الدلاهيم

## عدد السكان
10000 نسمة إحصاء 2008 م.

## التركيبة السكانية
ككل المدن الجزائرية يحتل الشباب النسبة الأكبر من عدد سكان مدينة سيدي حمادوش.

## القانون
يطبق في بلدية سيدي حمادوش، قوانين الجمهورية الجزائرية الديمقراطية الشعبية.

## التأسيس
تاريخ إنشاء البلدية: تأسست بلدية سيدي حمادوش سنة 1866م وقيل عام 1870 ميلادي، بعد الاستقلال يوم 05 جويلية 1962 م، اعتمت رسميا كـبلدية.

## جغرافيا
توجد، مدينة سيدي حمادوش شمال غرب البلاد (الجزائر) على دائرة عرض: 35.2990745 وخط طول: -0.5487557 ، وعلى ارتفاع: 413 متر فوق سطح البحر، شمال ولاية سيدي بلعباس الجزائرية تقع في الشمال الشرقي لعاصمة الولاية مدينة سيدي بلعباس تبعد عنها بـ 19 كلم، يحدها من الشرق كل من بوجبهة البرج ، وزروالة، ومن الغرب عين الثريد ومن الشمال طفراوي (ولاية وهران) ، وعين البرد ، ومن الجنوب سيدي إبراهيم ، وزروالة كما تقع على بعد 420 كلم، غرب الجزائر العاصمة (الجزائر مدينة)، وتبعد عنها عاصمة الغرب الجزائري وهران بحوالي 78 كلم، وعن مدينة مستغانم بـ 122 كلم، وعن مدينة غليزان بـ 143 كلم، ومدينة تيارت بـ 150 كلم، ومدينة سعيدة بـ 105 كلم، وعن مدينة معسكر بـ 79 كلم، ومدينة عين تموشنت بـ 70 كلم، وتلمسان بـ 109 كلم، أي على قرب من جميع مراكز الغرب الجزائري.

## المناخ
تتميز مدينة سيدي حمادوش بشتاء بارد وممطر، أما الصيف فهو حار نسبيا.

## التاريخ
كانت منطقة سيدي حمادوش مأهولة بالسكان منذ القدم، أقام بها البربر (الأمازيغ)، وفي فترة من الزمن استوطنها الرومان فشيدوا بها حصنا يمتد إلى جبل تاسلة، عرفت ازدهاراقتصاديا وثقافيا في القرن الثاني إلى الثالث قبل الميلاد، في العهد الإسلامي سكن المنطقة الكثير من القبائل العربية كما استقر بها الأشراف الحسنيين، وقبيلة بني عامر، قيل أنهم قدموا إليها من بلاد نجد من شبه الجزيرة العربية، في القرن الرابع عشر شكلت قبيلة بني عامر مع قبائل قدمت من تلمسان ووهران مقاومة ضد الجيوش الاحتلال الإسبانية...، سنة 1838 استقرت قبيلة أولاد سيدي براهيم شمال المنطقة، وفي عام 1839، هجرت قوات الماريشال كلوزيل الكثير من سكان المنطقة..، كان ذلك بعد فشل قبائل المنطقة في مقاومة جيوش الإستعمار، فكانت وجهة الكثير منهم إلى المغرب، ومن بقي منهم استقروا حول ضريح سيدي حمادوش، في عام 1849، قام النقيب المهندس Prudon على تطوير مشروع تركيب القرى الزراعية للمستوطنين. وفي عام 1850، تم إنشاء قرية سميت بإسمه (Prudon)، قرب مقام سيدي حمادوش. وسنة 1866م أو 1870م اعتمدت كبلدية، كان هذا هو أقدم مراكز السهل مع بوخنفيس، وسيدي خالد. [بحاجة لمصدر]

## التسمية
أصح الروايات التاريخية تقول بأن تسميتها نسبة إلى الولي الصالح سيدي حمادوش، وضريحه مشهور يزار بالمنطقة.

## الموقع
35°17′57″N 0°32′56″W / 35.29917°N 0.54889°W

## مواضيع ذات صلة

### وصلات داخلية
- ولاية سيدي بلعباس
- دائرة عين البرد
- جبل تسالة

## وصلات خارجية
- سيدي بلعباس أنفو